# NGC 7623
NGC 7623 é uma galáxia lenticular (S0) localizada na direcção da constelação de Pegasus. Possui uma declinação de +08° 23' 47" e uma ascensão recta de 23 horas, 20 minutos e 29,9 segundos.
A galáxia NGC 7623 foi descoberta em 26 de Setembro de 1785 por William Herschel.